# أمينة داود المفتي
أمينة داود محمد المفتي أو آنيه موشيه بيراد (1939 - 2008) مواطنة أردنية سابقة من أصل شركسي غيرت ديانتها من الإسلام إلى اليهودية، وتزوجت طياراً يهودياً في النمسا، ثم هاجرت إلى إسرائيل واستوطنتها، وعملت في التجسس لصالح الموساد الإسرائيلي ضد الفلسطينيين انتقاماً لفقدان زوجها. قبضت عليها حركة التحرير الوطني الفلسطيني "فتح" عام 1975، حيث مكثت قرابة خمس سنين محتجزة في الجنوب اللبناني، إلى أن تم مبادلتها بأسيرين فلسطينيين في 13 فبراير 1980. توفيت عام 2008 عن عمر يناهز 69 عامًا ودُفنت في الأردن.

## النشأة
ولدت أمينة داود المفتي عام 1939 في إحدى ضواحي عمان لأسرة شركسية من شركس الأردن (وقيل 3 يناير 1935) ، وتبوأت مراكز سياسية واجتماعية عالية حيث كان والدها تاجر مجوهرات ثري وعمها حاصل على رتبة لواء في البلاط الملكي أما أمها فهي سيدة مثقفة تجيد أربع لغات وكانت أمينة أصغر إخوانها وأخواتها وعاشت حتى إكمال الثانوية في الأردن ثم بدأت رحلة الاغتراب. في عام 1957 سافرت أمينة إلى فيينا عاصمة النمسا لاستكمال دراستها الجامعية فحصلت على درجة البكالوريوس في علم النفس الطبي من جامعة فيينا.عادت إلى الأردن عام 1961 وغادرتها مرة أخرى إلى النمسا للحصول على شهادة الدكتوراه في علم النفس المرضي لمدة 5 سنوات إلى عام 1966. تزوجت أمينة بعد ذلك من أخ لصديقتها وهو طيار عسكري يهودي برتبة نقيب مقيم في النمسا ساعدها على الحصول على شهادة دكتوراه مزورة في علم النفس المرضي وهو فرع من فروع علم النفس الطبي. كان اسم زوجها موشيه بيراد، والذي تزوجته في معبد شيمودت في فيينا بعد أن أعتنقت اليهودية واستبدلت اسمها بالاسم اليهودي الجديد (آني موشيه بيراد)عام 1967.
أصرت آني أو أمينة على زوجها أن يقوما بالهجرة إلى إسرائيل لأنها كانت تخاف أن يأتي أهلها لقتلها في النمسا لذلك هاجرت هي وزوجها عام 1972 إلى إسرائيل حيث تقلد زوجها رتبة رائد طيار في سلاح الجو الإسرائيلي وفي آخر يناير 1973 أسقطت المدفعية السورية طائرته واعتبر من لحظتها مفقوداً إلى الآن.

## التجسس
بعد فقدان زوجها، بدأت أمينة مشوار جاسوسيتها اعتقادٍ منها بأنها تنتقم لفقدان زوجها الذي قُتِل على أيدي السوريين والفلسطينيين. حيث انضمت إلى جهاز "الموساد" الذي بدوره إخضاعها لتدريبات مكثفة، ثم أٌرسِلت إلى لبنان لتعمل متطوعة داخل المخيمات الفلسطينية، وتغلغلت في الفصائل الفلسطينية وتعرفت على القادة الفلسطينيين وتقربت منهم وحصلت على ثقتهم. عاشت في لبنان وتحديداً في بيروت، وأقحمت نفسها في ملاجئ الفلسطينيين بحجة أنها طبيبة متطوعة لشفاء الجرحى ووصلت بدهائها إلى مكتب الرئيس ياسر عرفات وحصلت منه على إذن موقّع على تصريح يمكنها من دخول جميع المواقع الفلسطينية على أنها طبيبة ماهرة تشارك في تأهيل الجرحى، وخدعته بتأثرها الزائف بوضع المشردين الفلسطينين وحماسها للمقاومة وما إلى ذلك. بدأت الجاسوسة ترصد تنقلات القادة الفلسطينيين، وخصوصاً علي حسن سلامة الذي كان يرتاد فندق " كورال بيتش" في بيروت. كما استطاعت بمعلوماتها أن تحبط عدة عمليات للمقاومة حيث تم إلقاء القبض على رجالها قبل تنفذيهم لعملياتهم. وكانت العميلة توجه القوات الإسرائيلية، عبر معلوماتها، لقصف مواقع حركة "فتح" في لبنان. كما ارتبط أسمها بقضية ليلهامر والتي تعتبر من أكبر العمليات الفاشلة للموساد.

## اعتقالها ومبادلتها
في سبتمبر من عام 1975 اعتقلت حركة التحرير الوطني الفلسطيني "فتح" أمينة بعدما كشفت عمالتها وأنها كانت ترسل معلومات وتقارير غاية في الأهمية عن العمليات الفدائية وأسماء أفراد المخابرات الفلسطينية مع تفاصيل دقيقة عن تحركات وأماكن وجود أهم شخصيات منظمة التحرير الفلسطينية. طلب أبو الحسن سلامة إعدام أمينة المفتي لكن عرفات رفض، في سعي منه لمبادلتها بأسرى فلسطينيين، وبعد اعترافها الكامل أُبقيت معتقلة لمدة خمس سنوات في مغارة قرب مدينة صيدا في لبنان، حتى مقايضتها بأسيرين فلسطينيين لدى الإسرائيليين وهما " مهدي بسيسو، ووليم نصار" في 13 فبراير 1980، وتمت المبادلة في جزيرة قبرص على أرضية مطار لارنكا الدولي في عملية حبست الأنفاس، وبإشراف اللجنة الدولية لـ "الصليب الأحمر".

## العودة إلى إسرائيل
عادت أمينة إلى إسرائيل، حيث أُخضعت لرعاية طبية مُكثفة وأجرت عملية تجميل غيّرت فيها ملامح وجهها، ثم انتقلت للعيش في مستوطنة كريات يام شمالي حيفا تحت حراسة مشددة، وحاولت الاتصال بأهلها في الأردن لكنهم رفضوا التحدث معها وأخبروها أنهم يعدونها ميتة.
في مطلع عام 1984، نشرت مجلة «بمحانية» العسكرية الإسرائيلية خبراً صغيراً يقول إن وزير الدفاع أصدر قراراً بصرف معاش دائم للمقدم آني موشيه بيراد التي تصدرت لوحة الشرف بمدخل بمبنى الموساد، وهي لوحة تضم أسماء أمهر العملاء «ويطلق عليهم الأصدقاء» الذين أخلصوا لإسرائيل. ظلت أمينة وحيدة تعيش بهوية جديدة ووجه جديد، وقيل عن نهاية أمينة المفتي روايات عديدة، واحدة تزعم بأنها حصلت على وثيقة سفر أميركية باسم جديد، وتعيش بولاية تكساس حيث تمتلك مزرعة واسعة، وتزوجت من بحارإسباني ولم تنجب. ورواية ثانية: تزعم بأنها أجرت تعديلات بوجهها بمعرفة الوساد، وتعيش بجنوب أفريقيا منذ عام 1985 تحت اسم مزيف، وتعمل في الاستيراد والتصدير، وأنجبت من ضابط روماني ولدا أسمته موشيه. ورواية ثالثة: تقول إنها انتحرت بحقنة هواء داخل حجرتها بقسم ألامراض العصبية بمستشفى تل هاشومير.

## كشف النقاب عن نهايتها
في عام 2023، بُث الفيلم الوثائقي لعنة ليلهامر (The Lillehammer Curse) ، في إسرائيل. ويتتبع الفيلم الأحداث التي أدت إلى اغتيال البوشيخي، حيث كُشِف عن معظم أسماء العملاء للجمهور على مر السنين، باستثناء شخصية واحدة ظلت مجهولة الهوية؛ الشخص الذي قدم المعلومة والتي أدت إلى تفعيل تأثير كرة الثلج هي أمينة المفتي. قال المخرج نعوم تيبر: "الدكتورة أمينة داود المفتي هي المصدر الذي نقل التفاصيل إلى الموساد". والرجل الذي جندها في الموساد هو رافي ساتون.
لدى وصولها إلى إسرائيل، دخلت أمينة المفتي إلى المستشفى وأجريت لها عمليات جراحية لإعادة بناء فكها المكسور، وتم استبدال أسنانها، وتم تركيب باروكة لتغطية شعرها الذي أصبح خفيفا في الأسر، وحصلت على هوية جديدة: الدكتورة روث نيسانوف، بما في ذلك تاريخ ميلاد جديد وهوية إسرائيلية. عملت الدكتورة روث نيسانوف كطبيبة نفسية في قسم التخدير في مركز شيبا الطبي. وكان يرأس القسم آنذاك الدكتور يونا إليان، الذي اشتهر بتخدير أدولف أيخمان خلال عملية الموساد للقبض على أيخمان.
تقول المحققة ميتال شبتاي: "بعد أن ترك الدكتور إليان منصبه، طُردت أمينة روث وذهبت للعمل في أحد فنادق البحر الميت، لعلاج مرضى الصدفية، وبعد ذلك حصلت على منزل في الخضيرة وانتقلت إليه، ولكن يبدو أنها تراكمت لديها حالة من الاستياء تجاه المؤسسات الإسرائيلية. وبعد ذلك انتقلت إلى الناصرة. في التسعينيات، قررت فتح عيادة في الناصرة لعلاج مشاكل الجلد وانتقلت للعيش هناك. وتواصلت مع عائلة مسلمة لمريضه متزوجة من إمام مسجون بتهمة التحريض ضد إسرائيل. وفي عام 1994، بعد توقيع إسرائيل على اتفاقية السلام مع الأردن وفتح الحدود بين البلدين، سافرت أمينة لزيارة عائلتها في عمان، ولم ترحب بها الأسرة بسهولة، ولكن فيما بعد تجددت العلاقة، وقامت بزيارات لاحقة. وفي عام 2008، أوصت بترك جميع أصولها في إسرائيل لعائلة الإمام. وعادت لاحقًا إلى عمان، وفي نهاية عام 2008، توفيت عن عمر يناهز 69 عامًا ودُفنت في الأردن".

## وصلات خارجية
- مذكرات أخطر جاسوسة عربية للموساد.. أمينة المفتي - للكاتب فريد الفالوجي (بالعربية)
- مهمة الموساد الفادحة والجاسوس الغامض الذي يقف وراءها (بالصور).
- كتاب بالأنجليزية (1987 Israel Undercover: Secret Warfare and Hidden Diplomacy in the Middle East - Steve Posner) حيث توصف بالأسم الكودي "دينا".